# Quintanavides
Quintanavides – gmina w Hiszpanii, w prowincji Burgos, w Kastylii i León, o powierzchni 11,67 km². W 2011 roku gmina liczyła 97 mieszkańców.